# Maracandellus
Genre
Maracandellus est un genre d'opilions laniatores de la famille des Assamiidae.

## Distribution
Les espèces de ce genre se rencontrent en Birmanie et en Thaïlande.

## Liste des espèces
Selon World Catalogue of Opiliones (20/06/2021) :
- Maracandellus bidentatus Suzuki, 1985
- Maracandellus rhinoceros (Thorell, 1889)

## Publication originale
- Roewer, 1923 : Die Weberknechte der Erde. Systematische Bearbeitung der bisher bekannten Opiliones. Gustav Fischer, Jena, p. 1-1116 (texte intégral).